# Maoraxia auroimpressa
Maoraxia auroimpressa pertenece al género Maoraxia y a la familia Buprestidae. Fue descrito por primera vez por Carter en 1924.

## Distribución
Se distribuye por Australia.

## Sinonimia
- Maoraxia littoralis Bellamy & Williams, 1985
- Neocuris auroimpressa Carter, 1924